# Neckera undulatifolia
Neckera undulatifolia är en bladmossart som beskrevs av Johannes Enroth 1992. Neckera undulatifolia ingår i släktet fjädermossor, och familjen Neckeraceae. Inga underarter finns listade i Catalogue of Life.